# پالی خان (فیلم)
پالی خان (به هندی: Palay Khan) فیلمی محصول سال ۱۹۸۶ و به کارگردانی آشیم سامانتا است. در این فیلم بازیگرانی همچون جکی شروف، پونام دیلون، فرح، انوپم کهیر، شاکتی کاپور، سورش اوبروی، سوشما ست ایفای نقش کرده‌اند.

## بازیگران و صداپیشگان
| نقش           | بازیگر      | دوبلُر          |
| پالی خان      | جکی شروف    | بهرام زند      |
| گلبار خان     | شاکتی کاپور | ژرژ پطروسی     |
| زلیخا خان     | پونام دیلون | زهره شکوفنده   |
| هلن بونز      | فرحناز      | مریم شیرزاد    |
| ژنرال بونز    | انوپم کهیر  | سعید مظفری     |
| دکتر سینها    | سورش اوبروی | تورج مهرزادیان |
| مادر پالی خان | سوشما ست    | فهیمه راستکار  |
| گنگادین       | ساتین کاپو  | خسرو شمشیرگران |
| امر سینگ      | پانت ایثار  | امیر صمصامی    |
| قاضی دادگاه   | کمال کاپور  | ناصر احمدی     |